# Fadogia
Fadogia es un género  de plantas con flores perteneciente a la familia Rubiaceae. Comprende 95 especies descritas y de estas, solo 41 aceptadas.

## Taxonomía
El género fue descrito por Georg August Schweinfurth y publicado en Reliq. Kotsch. 47. 1868.

## Especies aceptadas
A continuación se brinda un listado de las especies del género Fadogia aceptadas hasta mayo de 2015, ordenadas alfabéticamente. Para cada una se indica el nombre binomial seguido del autor, abreviado según las convenciones y usos.	
- Fadogia ancylantha Schweinf.
- Fadogia andersonii Robyns
- Fadogia arenicola K.Schum. & K.Krause
- Fadogia audruana M.Fay, J.-P.Lebrun & Stork
- Fadogia butayei De Wild.
- Fadogia caespitosa Robyns
- Fadogia chlorantha K.Schum.
- Fadogia chrysantha K.Schum.
- Fadogia cienkowskii Schweinf.
- Fadogia cinerascens Robyns
- Fadogia elskensii De Wild.
- Fadogia erythrophloea (K.Schum. & K.Krause) Hutch. & Dalziel
- Fadogia fragrans Robyns
- Fadogia fuchsioides Schweinf. ex Oliv.
- Fadogia glaberrima Welw. ex Hiern
- Fadogia gossweileri Robyns
- Fadogia graminea Wernham
- Fadogia homblei Robyns
- Fadogia lactiflora Welw. ex Hiern
- Fadogia latifolia A.Chev. ex Robyns
- Fadogia leucophloea Schweinf. ex Hiern
- Fadogia luangwae Verdc.
- Fadogia oblongolanceolata Robyns
- Fadogia obscura A.Chev. ex Robyns
- Fadogia olivacea Robyns
- Fadogia parvifolia Verdc.
- Fadogia pobeguinii Pobég.
- Fadogia punctulata Robyns
- Fadogia rostrata Robyns
- Fadogia salictaria S.Moore
- Fadogia schmitzii Verdc.
- Fadogia spectabilis Milne-Redh.
- Fadogia stenophylla Welw. ex Hiern
- Fadogia tetraquetra K.Schum. & K.Krause
- Fadogia tomentosa De Wild.
- Fadogia triphylla Baker
- Fadogia variifolia Robyns
- Fadogia verdcourtii Tennant
- Fadogia verdickii De Wild. & T.Durand
- Fadogia vollesenii Verdc.